# とうろう流し (広島市)

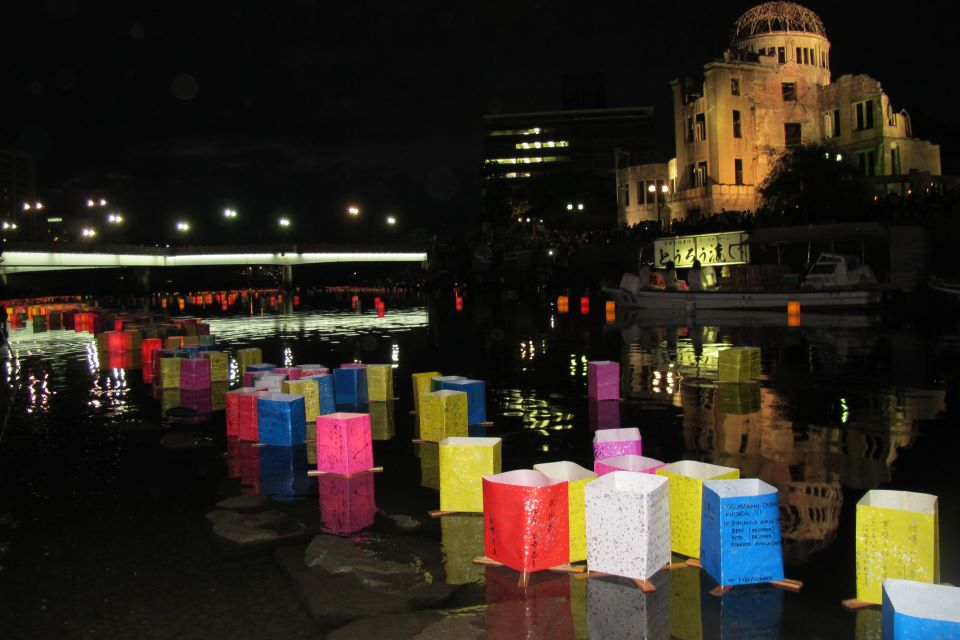
2012年（平成24年）の広島市のとうろう流し。

とうろう流し（とうろうながし）は、広島県広島市でおこなわれている灯籠流し。
各々個別に行われてきた歴史を持つが、本項では特に広島市公式で紹介されている8月6日原爆忌の夕刻から行われている灯籠流しについて記す。主催は広島祭委員会と地元商店街で広島市が協力し、地元住民のみならず国内外から来広した人々が参加している。
呼称は、広島市および地元紙中国新聞では「とうろう（灯籠）流し」。元安川（原爆ドーム前）で行われているものを「ピースメッセージとうろう流し」、ほか「8月6日とうろう流し」など。

## 沿革

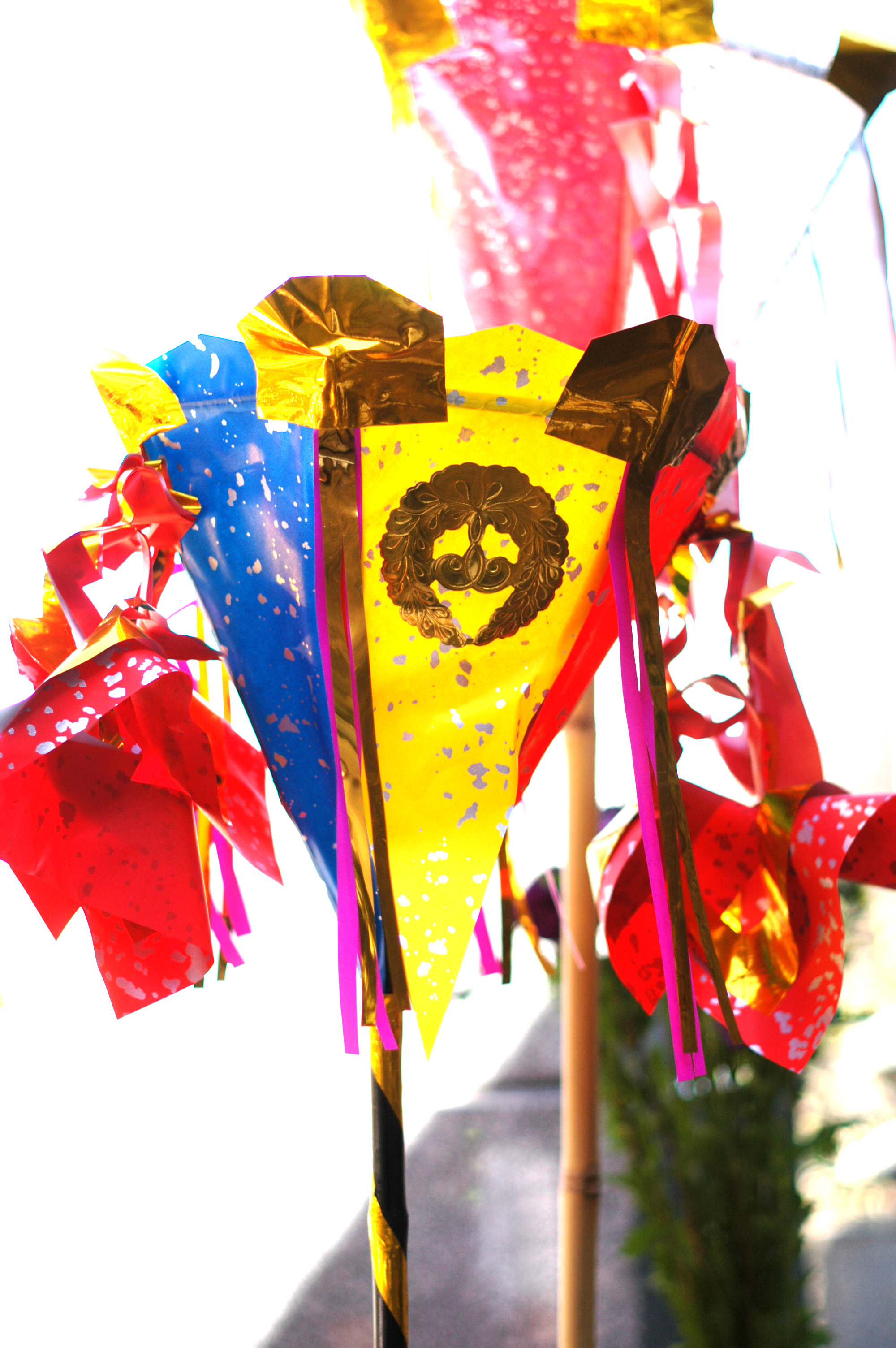
安芸門徒の盆燈籠。これと精霊流しが合体したのが広島での灯籠流しのルーツと言われている。（いつ、誰が始めたかは定かではない）。

広島は太田川水系の山手川（現太田川放水路）・福島川（現廃川）・天満川・本川（旧太田川）・元安川・京橋川・猿猴川の7河川（現6河川）が形成した三角州（広島平野）の上にある。古くから水辺はにぎわいの場であった。
1945年（昭和20年）8月6日広島市への原子爆弾投下。死者数約14万人（誤差±1万人）とされる（広島市公式発表）。
今日の広島での灯籠流しは1948、9年頃、原爆で親族や知人を失った遺族や知人が追善と供養のために手作りで灯籠を流したのがはじめと言われている。中国新聞ヒロシマ平和メディアセンターの記録によると
- 1946年（昭和21年） - 8月に市内で慰霊祭や復興祭が行われているが、その中で灯籠流しが行われてた記録はない[7]。
- 1947年（昭和22年） - 8月6日第1回平和祭（現広島平和記念式典）が始まり、平和宣言、平和の鐘やサイレンが鳴らされ花火が打ち上げられたが、同年同月に灯籠流しが行われたとする記録はない[8]。
- 1948年（昭和23年） - 8月6日的場大通商店街が法界万霊戦死者供養塔を建て法要し猿猴川で川施餓鬼の灯籠流しを行った、同日広島東商店街連盟が第2回平和祭にあわせ猿猴川河畔を中心に川供養や花火供養を行った、という記録が残る[9]。
- 1949年（昭和24年） - 8月灯籠流しが行われたとする記録はない[10]。
- 1950年（昭和25年） - 第4回平和祭が中止になるなど平和活動が中止禁止された[注 2]。同年8月に灯籠流しが行われたとする記録はない[11]。

1952年（昭和27年）から平和公園一帯で「ひろしま川祭り（原爆慰霊花火大会）」として水上音楽祭や花火大会とともに灯籠流しが行われるようになる。これは朝から昼にかけては死者の霊を弔い（広島平和記念式典）、夕方からは広島復興を祝うお祭りと位置づけていた。1955年（昭和30年）時点で本願寺広島別院・基町婦人会・ひろしま川まつり委員会などがそれぞれで主催し、各々が慰霊行事とともに灯籠流しを開催し、市内7河川で行われていた。このあたりから平和団体も主催するようになる。1961年（昭和36年）頃には8月6日夜から3日間開催され、計2万個から3万個の灯籠が流されていたという。
1964年（昭和39年）平和公園一帯の交通渋滞を理由に8月6日の花火大会は広島みなと祭りに吸収合併され、灯籠行事のみになる。1965年昭和40年台風第15号の影響で8月6日近辺の灯籠流しは中止され、代わって広島夏祭りの一環として行われたことに加えて、同年8月14日原爆被災者広島悲願結晶の会（会長森戸辰男）が灯籠流しを行っている。1966年（昭和41年）原水禁広島市協議会（会長浜井信三）は“市民から集める浄財を形式的な行事に使うと原水禁運動から一層市民を離れさせる。募金を被爆者救援に生かす道を考える。”と8月6日の灯籠流しの中止を決定する。この頃、正しい平和運動とはどういうものか論議が交わされた時期であり、平和団体は他の平和活動を模索し表立って灯籠流しを行わないようになる。
地元紙中国新聞は1975年（昭和50年）時点での広島祭委員会主催の元安川での灯籠流しを報道している。それによると川の中央に浮かんだ小舟の上で僧が読経する中、死没者の名前を書き込んだ灯籠が計1万5,000個流された。1985年（昭和60年）時点で原爆ドーム南側の元安川など5箇所で原爆犠牲者の霊を慰める灯籠流しが行われた、と報道している。
秋葉忠利の折り鶴ミュージアム構想に端を発し、原爆の子の像に届く大量の折り鶴の活用について2010年代に入り協議された。その一案として灯籠流しの灯籠に再生することが考え出された。
2020年新型コロナウイルス感染リスクを抑えるため、元安川で行われる灯籠流しは一般参加を禁止し実行委員会の一部のメンバーでセレモニーを開き灯籠10個ほどを流して慰霊の催しとすることになった。2022年から限定的、主催者がメッセージを預かって流す「委託流灯」の形で再開、2023年から全面再開した。

## とうろう流し

### 実施エリア
以下、広島市が公式に紹介しているものを示す。
- 中央地区（原爆ドームの南側、元安川）[1] - 広島市中央部商店街振興組合連合会主催[3]
- 福島地区（新己斐橋東詰の南側、太田川放水路）[1]
- 己斐地区（新己斐橋西詰の南側、太田川放水路）[1] - 西広島商店連合会主催[25]

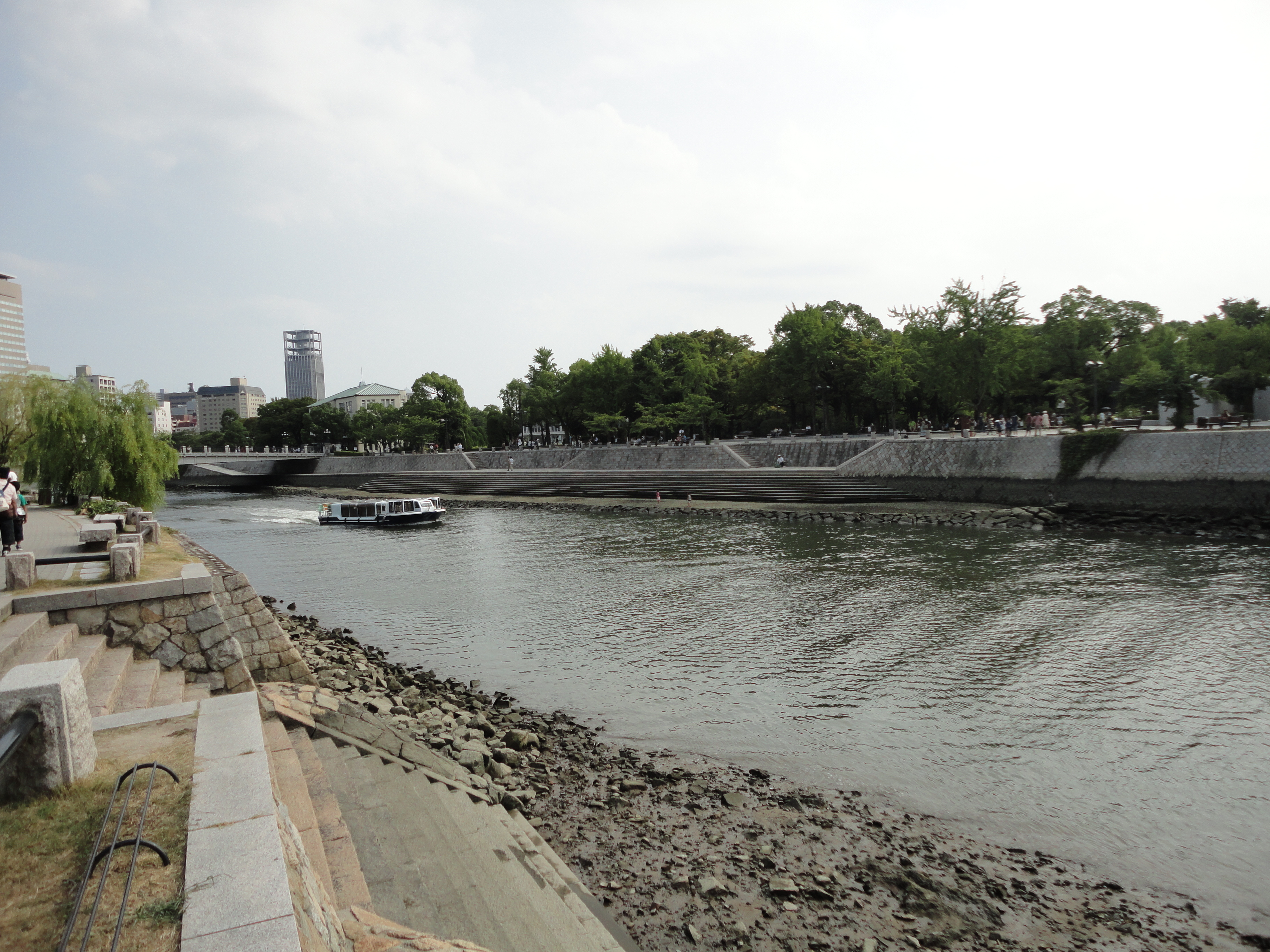
中央地区
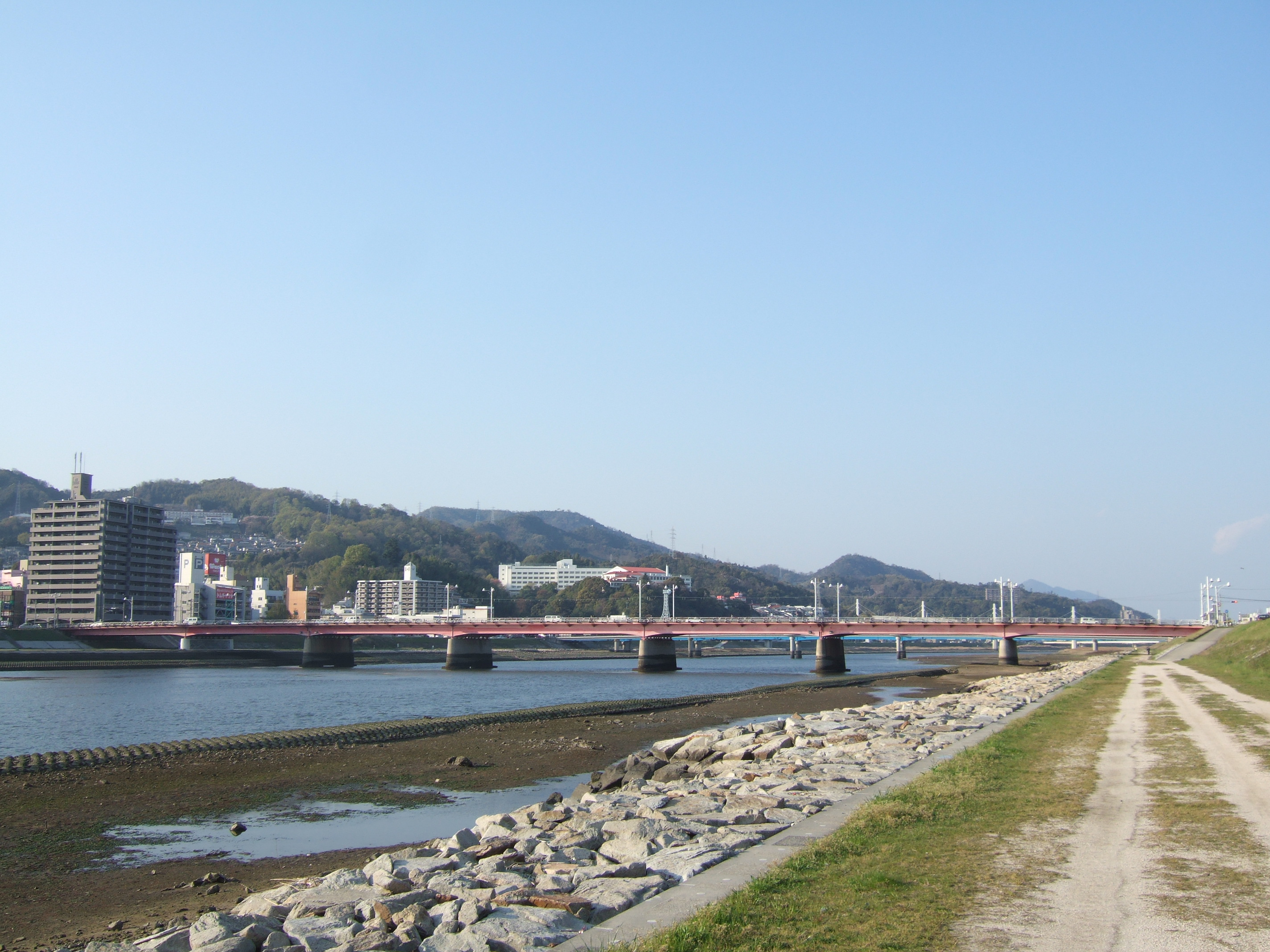
福島地区
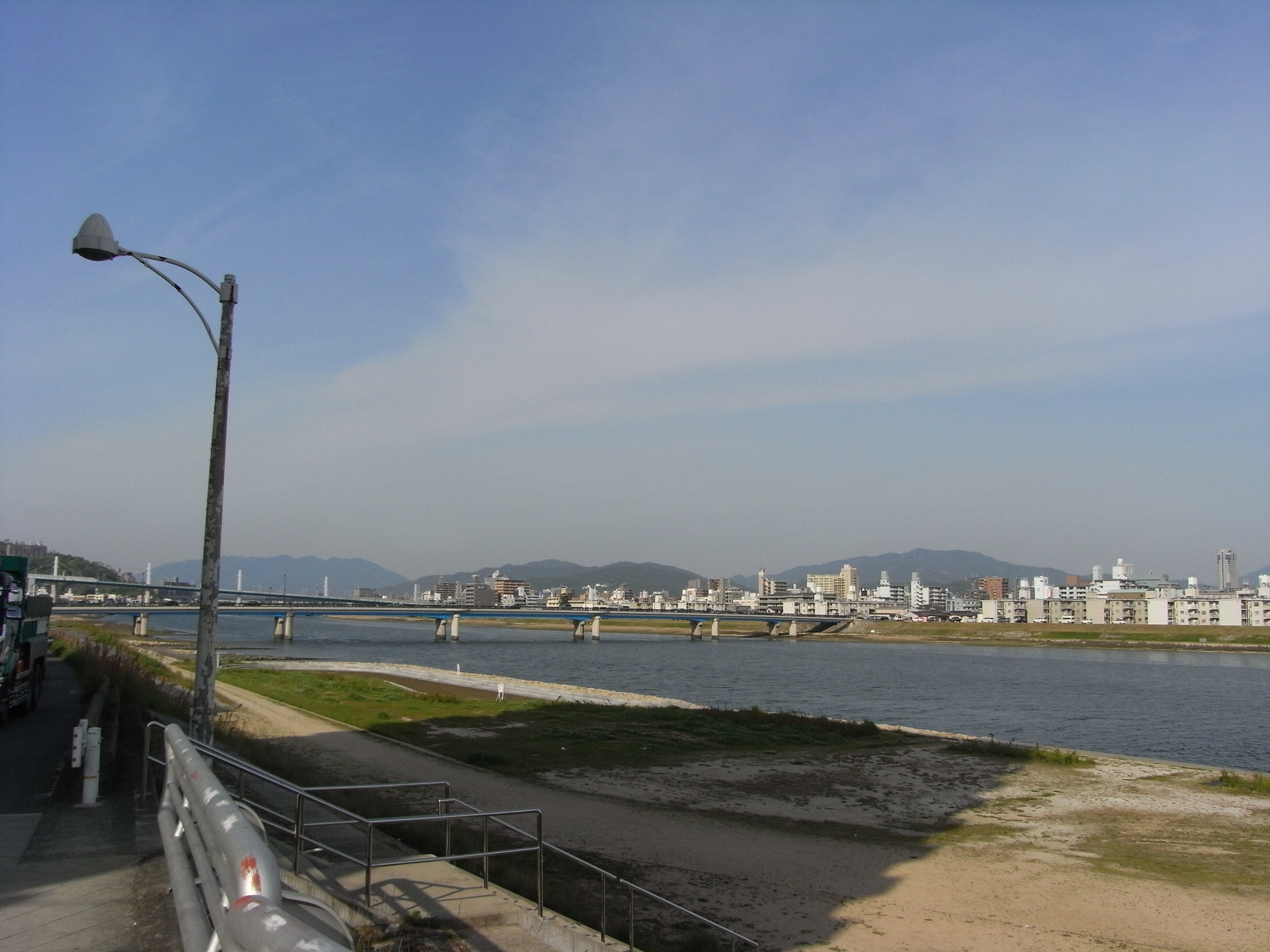
己斐地区（周辺）

これらには雁木・親水護岸が整備されており水辺に降りやすくなっている。かつては駅前大橋（猿猴川）でも行われていた。

### 灯籠
中央地区で行われている灯籠流しの資料を中心に記載する。
灯籠には死亡した人物の名（法名あるいは俗名）を書くのが一般的だが、近年から国内外の来広客が平和への思いを書いている。そのため広島での灯籠流しは「慰霊」と「ピースメッセージ」の両方の意味を持つ。使われる色紙のうち白色の一部は原爆の子の像に手向けられた折鶴を再生した紙を利用している。火は福岡県星野村にある原爆の残火（広島原爆唯一の残火）を用いている。
自らが水辺で流す「手流し流灯」と川の中央に浮かぶ灯籠船で主催者が代わってする「委託流灯」の2つがある。環境問題に配慮して下流側で回収している。
中央地区で行われている灯籠流しのタイムスケジュールは以下の通り。
- 毎年8月6日
  - 07:00 -- 各テントにて受付開始
  - 17:00 -- 流灯式（中沢啓治作詞・山本加津彦作曲『広島 愛の川』セレモニー）
  - 18:00 -- とうろう流し開始
  - 20:30 -- とうろう流し販売終了目安（売り切れ次第終了）
  - 21:00 -- とうろう流し終了

灯籠は有料。その金は灯籠作成費・設営費・流灯船代・警備費・清掃費などに用いられている。

## 派生

### オンライン
2015年から若者たちが中心になってオンライン灯籠流しが始まる。
2020年新型コロナウイルス蔓延から元安川で行われる灯籠流しが一般参加禁止になったことを受け、おりづるタワー（広島マツダ）などが先行する任意団体の協力を受けてオンライン灯籠流しを実施した。2020年のみ旧市民球場跡地に大型スクリーンを置いて、オンライン灯籠流しの映像を流した。
- オンライン灯ろう流し 灯ろうに込めるメッセージ - ヒロシマ継ぐ展実行委員会主催

### 海外

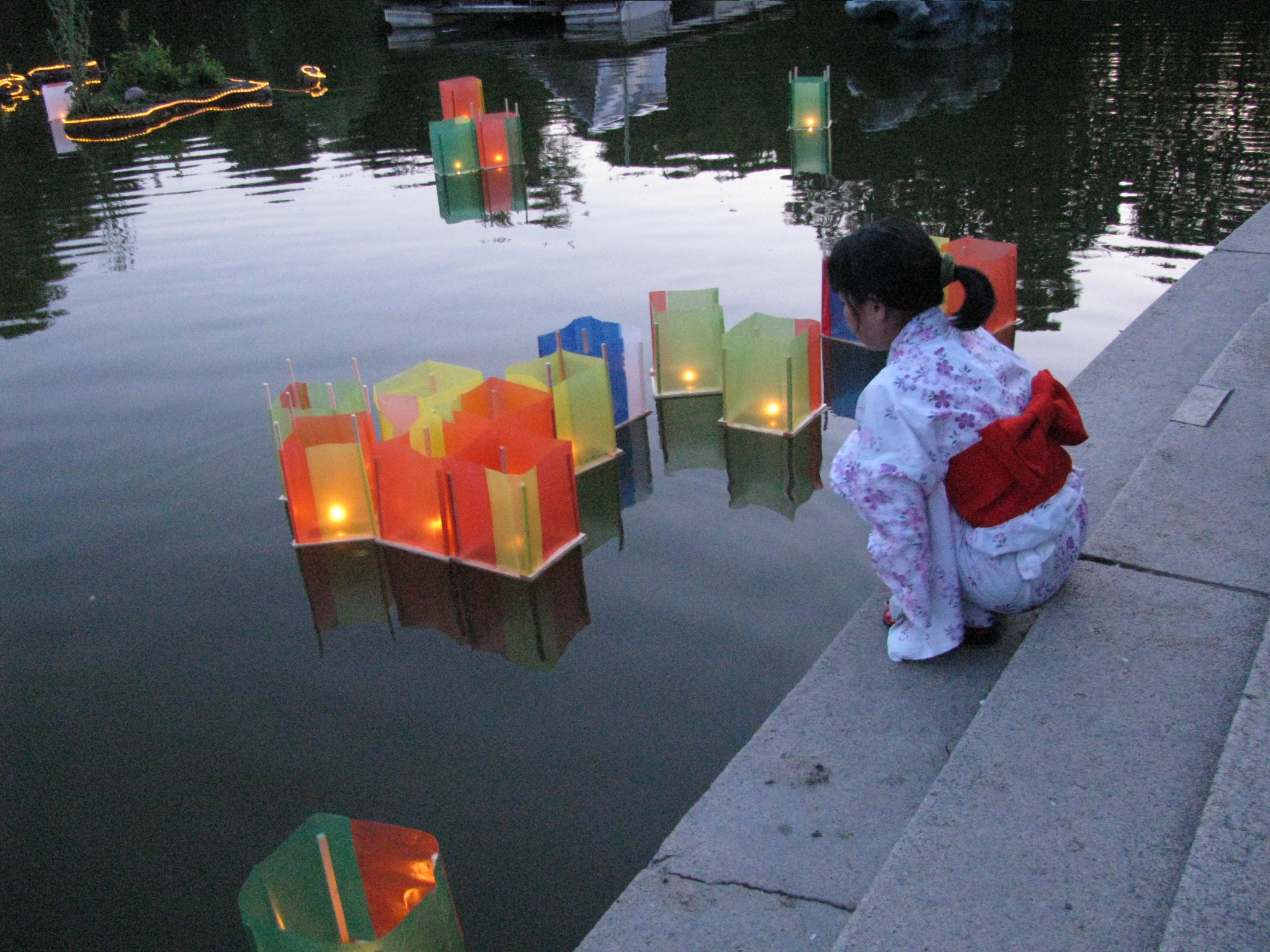
2010年ハノーバーでのHiroshima-Tagで行われた灯籠流し

広島長崎原爆由来の灯籠流しは海外でも行われている。
- フィンランド : バップ・タイパレIPPNW共同会長の証言によると、夫のイルッカ・タイパレが1981年広島平和記念式典に参列した際に灯籠流しを見て、それをフィンランドに持ち帰り1982年から灯籠流しが始まり、フィンランドの至る所で行われているという[27]。
- ドイツ
  - ポツダム : ポツダム宣言の地に2010年慰霊碑を建立することになり、落成式が行われた場所の近くの池で灯籠が浮かばれた[28]。
  - ハノーバー : 広島とハノーバーは姉妹都市提携を結んでおり、40周年前にあたる2022年にハノーバー市庁舎前の池で灯籠流しが行われた[29]。
- 映画『Paper Lanterns（灯篭流し）』
  - 広告代理店に勤めていたアメリカ人バリー・フレシェットは自身の叔父が広島原爆で被爆したアメリカ人の一人と親友であることを知った[30]。そこで被爆米兵のドキュメンタリー映画の制作を開始した[30]。その制作の中で長年研究を続けている森重昭の存在を知り、森の全面的な協力により映画『Paper Lanterns（灯篭流し）』を完成させた[30][31]。
  - この映画は完成後広島でも上映されている。更にこの映画がアメリカ政府関係者の目に止まり、2016年バラク・オバマの広島訪問において森が参列することになり、バラク・オバマと森が抱き合うシーンへと繋がった[32]。

## ギャラリー

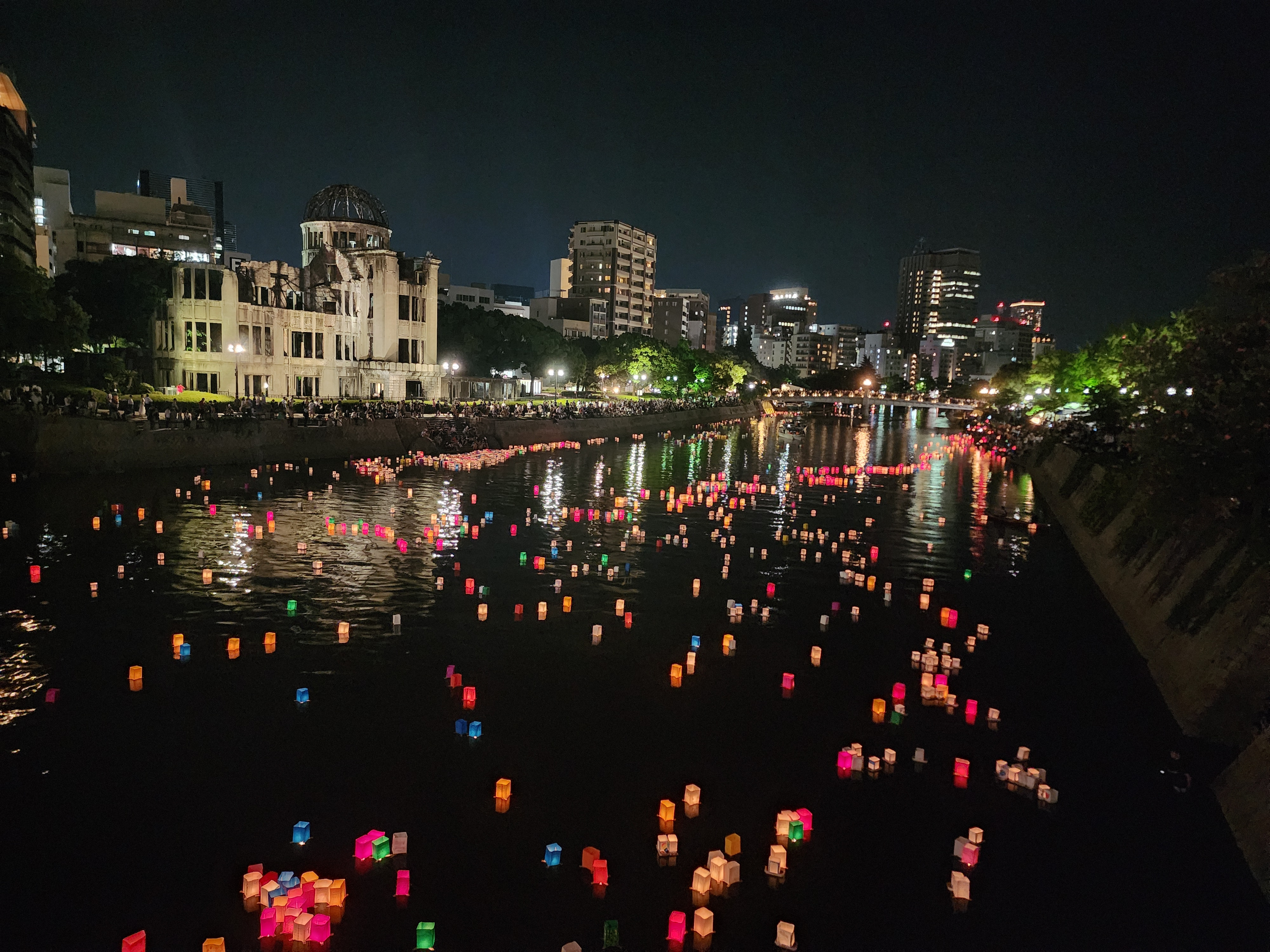
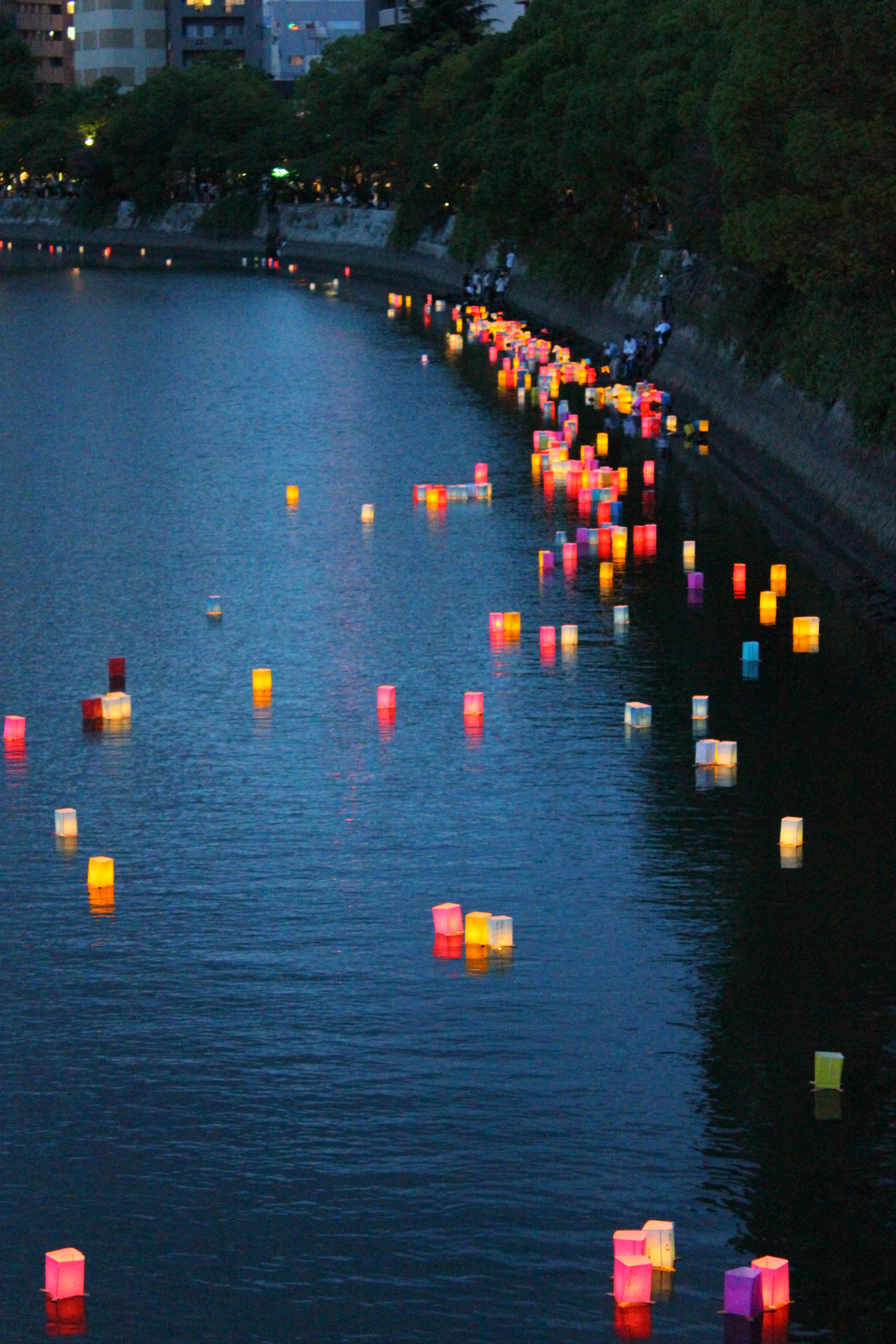
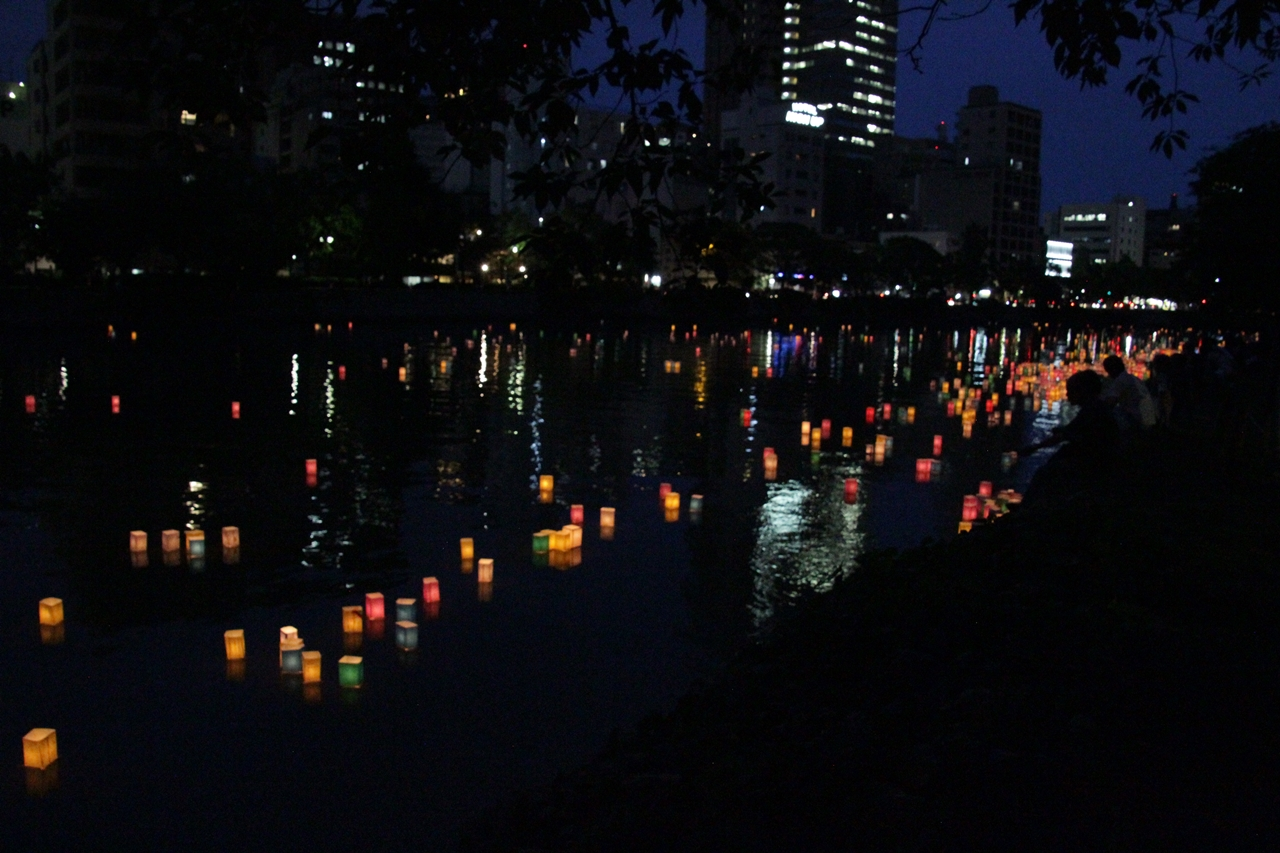
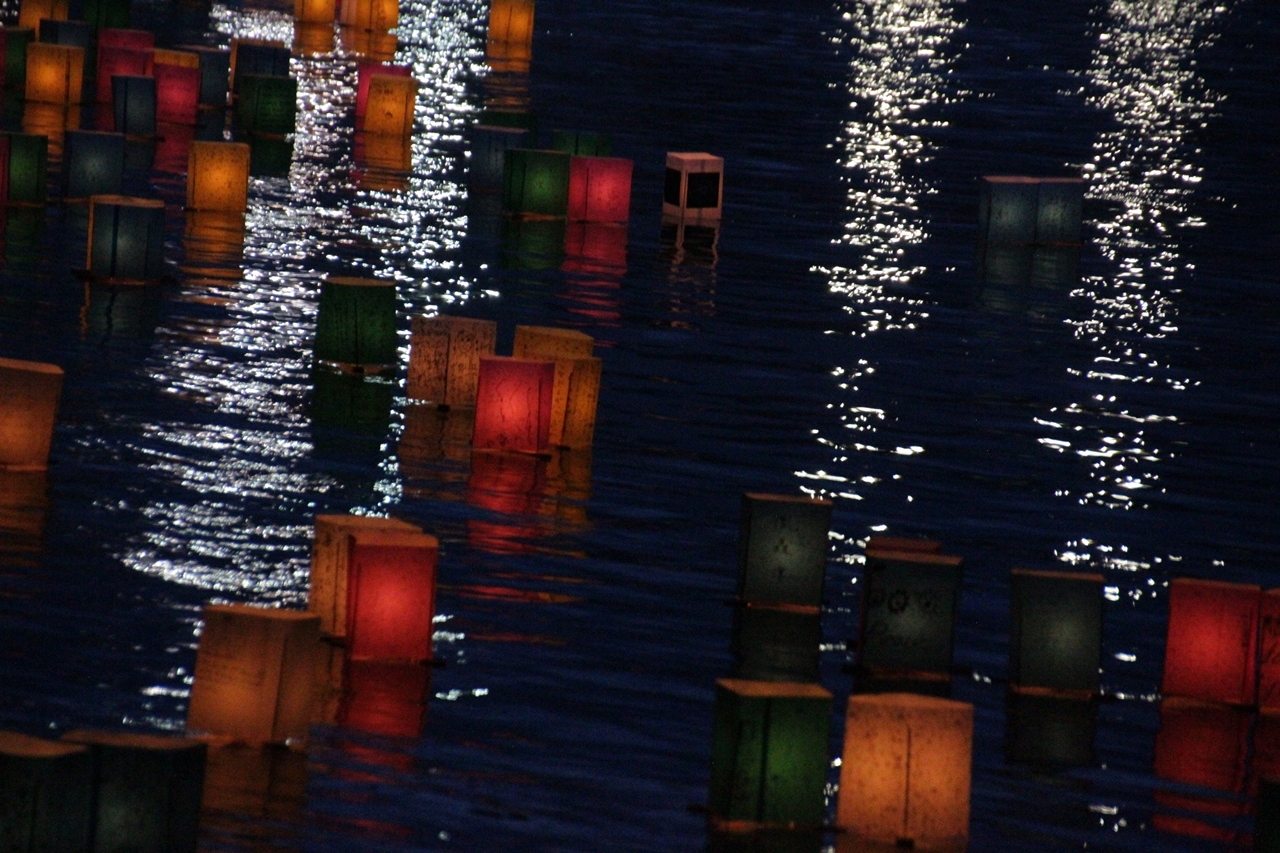
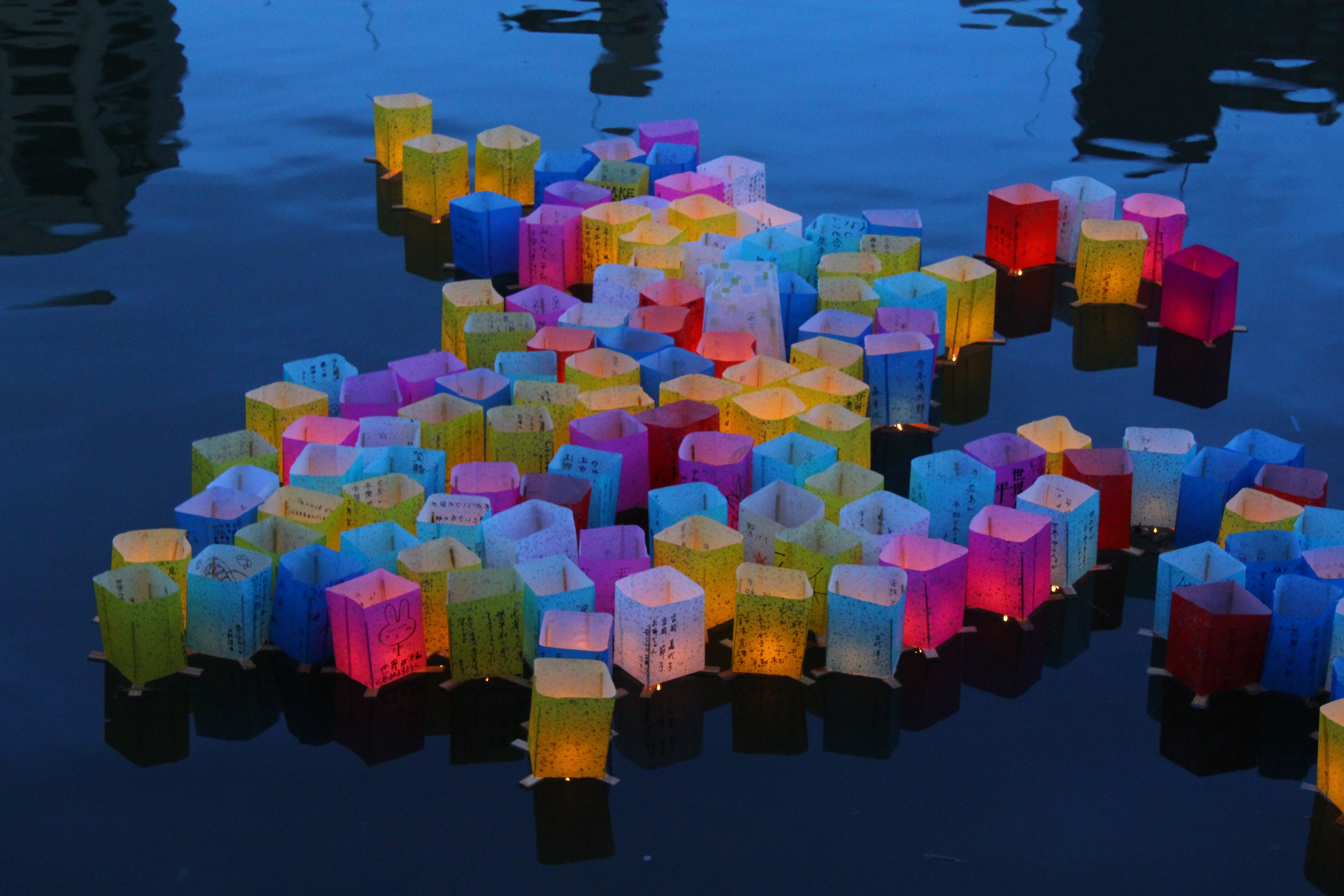
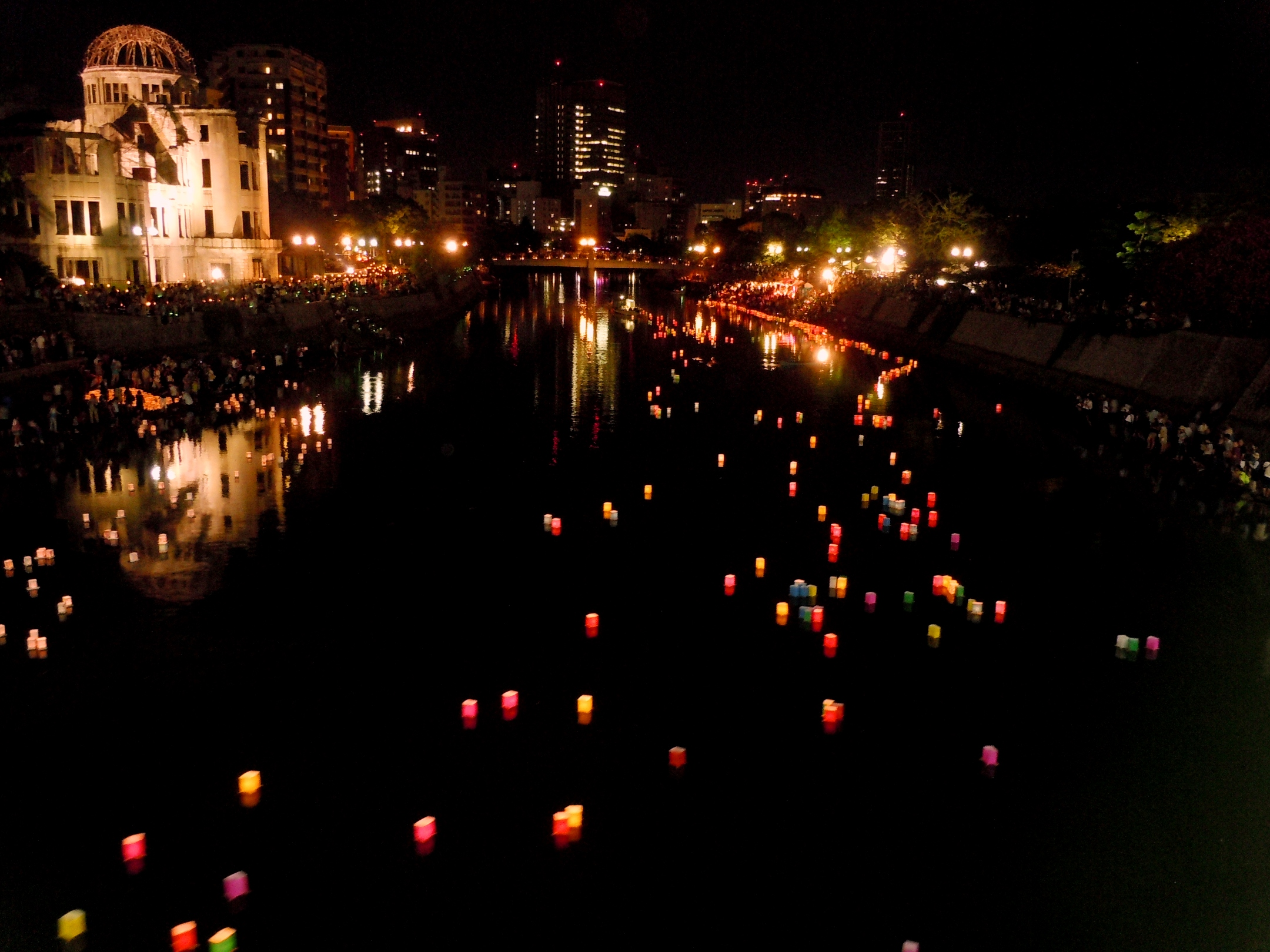
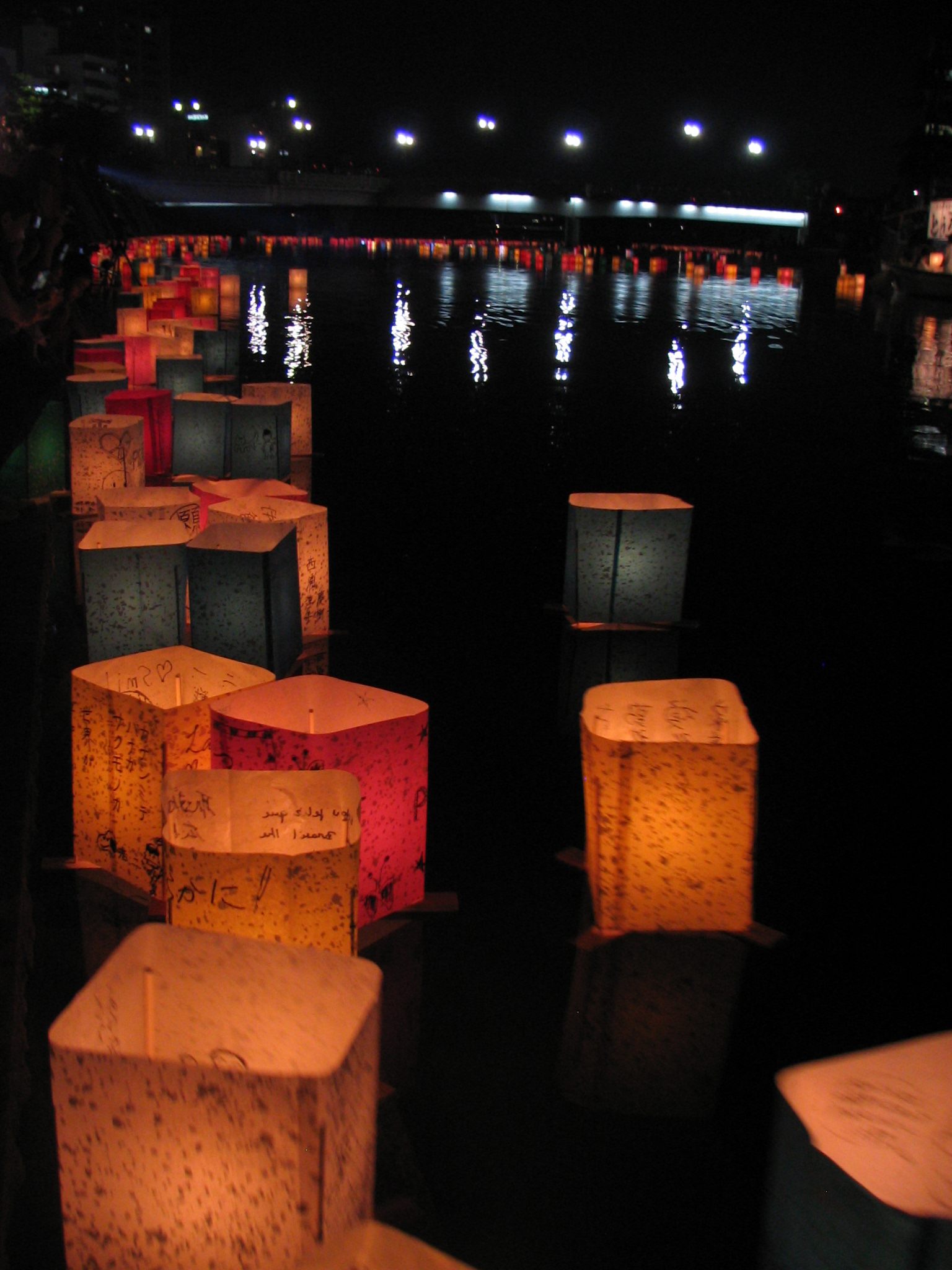